# Over the Limit (2012)
L’édition 2012 d’Over the Limit est une manifestation de catch professionnel télédiffusée et visible uniquement en paiement à la séance. L'événement, produit par la WWE, a eu lieu le 20 mai 2012 dans la salle omnisports PNC Arena à Raleigh, dans l'État de Caroline du Nord. Il s'agit de la troisième édition d'Over the Limit. Randy Orton est en vedette de l'affiche promotionnelle (officielle).
Neuf matchs, dont cinq mettant en jeu un titre de la fédération, ont été programmés. Chacun d'entre eux est déterminé par des storylines rédigées par les scénaristes de la WWE ; soit par des rivalités survenues avant le pay-per-view, soit par des matchs de qualification en cas de rencontre pour un championnat. L'événement met en vedette les catcheurs des divisions Raw et SmackDown, créées en 2002 lors de la séparation du personnel de la WWE en deux promotions distinctes.

## Contexte
Les spectacles de la WWE en paiement à la séance sont constitués de matchs aux résultats prédéterminés par les scénaristes de la WWE. Ces rencontres sont justifiées par des storylines - une rivalité avec un catcheur, la plupart du temps - ou par des qualifications survenues dans les émissions de la WWE telles que Raw, SmackDown, Superstars et la NXT. Tous les catcheurs possèdent un gimmick, c'est-à-dire qu'ils incarnent un personnage gentil ou méchant, qui évolue au fil des rencontres. Un pay-per-view comme Over the Limit est donc un événement tournant pour les différentes storylines en cours.

### John Cena contre John Laurinaitis
Le 30 avril à Raw, John Cena apparait sur le ring pour découvrir son adversaire secret à Over The Limit. John Laurinaitis le rejoint. Après une confrontation entre les deux hommes, Lord Tensai et Kazma Sakamoto viennent sur le ring pour agresser Cena, déjà blessé au bras depuis son match contre Brock Lesnar à Extreme Rules. Cena s'apprête à se défendre mais Laurinaitis le frappe à la tête par derrière en lui disant que son adversaire à Over The Limit sera lui-même. Lors du Raw du 7 mai, John Cena apparaît via satellite et annonce que les médecins lui ont conseillé de ne pas remonter sur les rings pendant quelques mois. Cependant, il annonce qu'il s'y refuse et qu'il affrontera bien John Laurinaitis lors d'Over the Limit, afin de faire ce que beaucoup d'autres catcheurs ont envie de faire, c'est-à-dire de battre et d'humilier Laurinaitis. Lors du Raw du 14 mai, on apprend par le biais d'une lettre du conseil d'administration que le match se fera en un contre un, sans arbitre spécial, et sans personne aux abords du ring. De plus, il est annoncé que Laurinaitis sera renvoyé s'il perd contre Cena.

### CM Punk contre Daniel Bryan
Le 30 avril à Raw, un Beat the Clock Match est organisé pour choisir le challenger n°1 au WWE Championship. C'est finalement Daniel Bryan qui réalise le meilleur temps en battant Jerry Lawler en 2 minutes et 20 secondes, devançant ainsi Randy Orton qui avait battu Jack Swagger en 4 minutes et 16 secondes. À la fin de son match, CM Punk apparait devant le titantron et le félicite pour sa victoire. Les deux hommes s’affronteront donc pour le titre à Over The Limit.

### Sheamus contre Alberto Del Rio contre Randy Orton contre Chris Jericho
Lors du Raw du 2 avril, au lendemain de WrestleMania XXVIII, Alberto Del Rio interrompt le champion du monde poids-lourd Sheamus en lui disant qu'il pourrait le battre n'importe quand et qu'il allait le prouver lors du prochain SmackDown. Lors du Smackdown du 6 avril, Alberto Del Rio le bat par disqualification (ce dernier ayant fait croire à l'arbitre que Sheamus l'avait frappé avec une chaise), remportant alors une opportunité pour le championnat du monde poids-lourd. Lors du SmackDown suivant Extreme Rules, Alberto Del Rio attaque Sheamus alors que ce dernier affrontait Daniel Bryan, aggravant sa blessure au bras. Il avait donc été prévu que Sheamus affronte Alberto Del Rio lors d'Over the Limit. Cependant, après la victoire de Chris Jericho et Alberto Del Rio contre Randy Orton et Sheamus lors du Raw du 7 mai, une bagarre éclate dans le bureau de John Laurinaitis entre les 4 catcheurs, chacun voulant avoir une opportunité d'affronter Sheamus pour le titre. Laurinaitis décide alors de changer le match en un Fatal 4-Way, rajoutant donc Jericho et Orton.

### Layla contre Beth Phoenix
Le 23 avril, Beth Phoenix perd son titre contre Nikki Bella dans un Lumberjill match, où elle se blesse à la cheville. À Extreme Rules, Beth Phoenix devait affronter Nikki Bella dans un rematch pour le titre, mais non autorisée à monter sur le ring, elle fut remplacée à la dernière minute par Layla, qui effectue son retour après plusieurs mois d'absence. Cette dernière gagne contre Nikki Bella, et devient la nouvelle championne des Divas. Lors du Raw du 7 mai, il est annoncé que Beth Phoenix affrontera Layla pour le titre des Divas lors d'Over the Limit.

## Déroulement du spectacle
| Entrant              | Ordre d'élimination | Éliminé par                           | Temps |
| -------------------- | ------------------- | ------------------------------------- | ----- |
| Heath Slater         | 1                   | The Great Khali                       | 1:33  |
| Michael McGillicutty | 2                   | The Great Khali                       | 1:46  |
| JTG                  | 3                   | Jimmy et Jey Uso                      | 2:07  |
| Yoshi Tatsu          | 4                   | Drew McIntyre                         | 2:24  |
| Ezekiel Jackson      | 5                   | Curt Hawkins et Tyler Reks            | 2:46  |
| Jey Uso              | 6                   | Titus O'Neil et Darren Young          | 3:10  |
| Drew McIntyre        | 7                   | Curt Hawkins et Tyler Reks            | 3:45  |
| Curt Hawkins         | 8                   | The Great Khali                       | 4:02  |
| Tyler Reks           | 9                   | The Great Khali                       | 4:03  |
| Jinder Mahal         | 10                  | The Great Khali                       | 4:14  |
| The Great Khali      | 11                  | The Miz, Titus O'Neil et Darren Young | 5:27  |
| Titus O'Neil         | 12                  | Jimmy Uso                             | 6:08  |
| Jimmy Uso            | 13                  | Darren Young                          | 6:55  |
| William Regal        | 14                  | Christian                             | 7:23  |
| Darren Young         | 15                  | Alex Riley                            | 7:53  |
| Alex Riley           | 16                  | The Miz                               | 8:36  |
| Tyson Kidd           | 17                  | David Otunga                          | 9:38  |
| David Otunga         | 18                  | Christian                             | 11:34 |
| The Miz              | 19                  | Christian                             | 12:30 |
| Christian            | Vainqueur           | -                                     | 12:30 |

## Matchs
| #                                                                | Match                                                                                 | Stipulation                                                                                             | Durée |
| ---------------------------------------------------------------- | ------------------------------------------------------------------------------------- | --- | ----- |
| Pré-show                                                         | Kane bat Zack Ryder.                                                                  | Match simple                                                                                            | 6:55  |
| 1                                                                | Christian l'emporte en éliminant en dernier The Miz.                                  | Bataille Royale pour place d'aspirant au Championnat Intercontinental ou au Championnat des États-Unis. | 12:24 |
| 2                                                                | Kofi Kingston et R-Truth (c) bat American Perfection (Dolph Ziggler et Jack Swagger). | Tag team match pour le Championnat par équipe.                                                          | 13:44 |
| 3                                                                | Layla (c) bat Beth Phoenix.                                                           | Match simple pour le Championnat des Divas.                                                             | 7:50  |
| 4                                                                | Sheamus (c) bat Randy Orton, Chris Jericho et Alberto Del Rio.                        | Fatal Four Way match pour le Championnat du Monde Poids-Lourds.                                         | 16:06 |
| 5                                                                | Brodus Clay bat The Miz.                                                              | Match simple                                                                                            | 5:48  |
| 6                                                                | Christian bat Cody Rhodes (c).                                                        | Match simple pour le championnat intercontinental de la WWE                                             | 8:35  |
| 7                                                                | CM Punk (c) bat Daniel Bryan.                                                         | Match simple pour le Championnat de la WWE.                                                             | 24:04 |
| 8                                                                | Ryback bat Camacho et Hunico                                                          | Match Handicap                                                                                          | 0:54  |
| 9                                                                | John Laurinaitis bat John Cena.                                                       | Match simple, si Laurinatis perd, il sera renvoyé de la WWE.                                            | 17:02 |
| (c) désigne le(s) champion(s) défendant son titre dans le match. |                                                                                       | |       |

### Autres sources
- (en) Cet article est partiellement ou en totalité issu de l’article de Wikipédia en anglais intitulé « Over the Limit (2012) » (voir la liste des auteurs).